# 基泰戈羅德 (特羅斯佳涅齊區)
48°29′12″N 29°0′31″E / 48.48667°N 29.00861°E
基泰戈羅德（烏克蘭語：Китайгород），是烏克蘭的村落，位於該國西南部文尼察州，由海辛區負責管轄，始建於1686年，面積1.98平方公里，海拔高度205米，2001年人口383。